# Río Yarra
El río Yarra (del inglés: Yarra River) es un río del sur de Victoria, Australia. En sus márgenes en la zona final de su recorrido se fundó la ciudad de Melbourne en 1835. El Yarra comienza en la cadena Yarra y fluye unos  242 km en dirección oeste atravesando el valle del Yarra, para zigzaguear luego a través de Melbourne y finalmente desembocar en la bahía Hobsons de la bahía de Port Phillip. El río y sus bancos de arena y colinas vecinas fueron una fuente de oro durante la fiebre del oro de Victoria y en muchas zonas su curso fue modificado por las actividades mineras, como por ejemplo en el Pound Bend Tunnel en Warrandyte.
El río es utilizado para la práctica de kayakismo, canotaje, remo y natación, aunque presenta elevados niveles de polución en su tramo final en Melbourne causados por las actividades humanas y residuos líquidos de la ciudad, sin embargo sus tramos superiores muestran un ecosistema saludable. Inicialmente la población indígena autóctona, los Wurundjeri, lo llamaban Birrarung, su nombre actual está tomado de otro vocablo indígena "Yarra" que quiere decir "cascada", producto de un error de traducción de los primeros pobladores europeos.